# Wigram (Nouvelle-Zélande)
 (signalé en juin 2025).
Si vous disposez d'ouvrages ou d'articles de référence ou si vous connaissez des sites web de qualité traitant du thème abordé ici, merci de compléter l'article en donnant les références utiles à sa vérifiabilité et en les liant à la section « Notes et références ».
- Archive Wikiwix
- Bing
- Cairn
- DuckDuckGo
- E. Universalis
- Gallica
- Google
- G. Books
- G. News
- G. Scholar
- Persée
- Qwant
- (zh) Baidu
- (ru) Yandex
- (wd) trouver des œuvres sur Wikidata

Wigram est une banlieue de la cité de Christchurch, dans l’Île du Sud de la Nouvelle-Zélande.

## Situation
Techniquement elle est appelée Wigram Park mais la deuxième partie du nom n’est jamais utilisée. La banlieue siège tout près de l’établissement industriel de Sockburn et la zone satellite commerciale et résidentielle de Hornby. 
Elle est localisée à 7 kilomètres à l’ouest du centre de la ville de Christchurch .

## Activité économique
Jusqu’en 1993, Wigram était le domicile de l’une des principales bases du pays de la  Force aérienne royale néo-zélandaise, mais celle-ci fut fermée après les restrictions dans les dépenses militaires. 
L’Aérodrome de Wigram (en) existe toujours mais est maintenant utilisé pour des activités commerciales privées. 
L’aéroport lui-même a été maintenant partiellement démoli et divisé pour la construction de maisons par le biais du « Ngai Tahu» sous le nom de « Wigram Skies». 
Le Parc agricole de Canterbury est localisé à Wigram.